# Дилл, Наталия
Ната́лия Жоя́ннес Ди́лл Орри́чо (порт. Nathalia Goyannes Dill Orrico; род. 24 марта 1986, Рио-де-Жанейро, Бразилия) — бразильская актриса.

## Карьера
Родилась 24 марта 1986 года в Рио-де-Жанейро (Бразилия). Получила известность благодаря роли Деборы в телесериале «Проспект Бразилии», снятый в 2012 году. Также играла роль антагониста Дебора Риус в телесериале Malhação. Затем играла главную роль в Rede Globo в телесериале Paraíso. Потом играла главную роль в теленовелле Escrito Nas Estrelas, в котором сыграла Вивиан.

## Фильмография

### Телевидение
| Год начала | Название             | Роль                        | Годы      | Примечание             |
| ---------- | -------------------- | --------------------------- | --------- | ---------------------- |
| 2006       | Mandrake             | Валентина                   | 2006      | Эпизод: «Rosas Negras» |
| 2007       | Malhação             | Дебора Риос                 | 2007-2009 | Антагонист             |
| 2009       | Paraíso              | Мария Рита Годой (Santinha) | 2009      | Главная роль           |
| 2009       | Dó-Ré-Mi-Fábrica     | Виола                       | 2009      | Главная роль           |
| 2010       | Escrito nas Estrelas | Вивиан                      | 2010      | Главная роль           |
| 2011       | Aline                | Деач                        | 2011      | Приглашённая звезда    |
| 2011       | Cordel Encantado     | Доралис                     | 2011      |                        |
| 2012       | Проспект Бразилии    | Дебора                      | 2012      |                        |

### Кино
| Год  | Название          | Роль      | Примечание   |
| ---- | ----------------- | --------- | ------------ |
| 2007 | Элитный отряд     | Студентка |              |
| 2008 | Декабрь           | Мэрилия   |              |
| 2008 | Apenas o Fim      | Taiara    | Главная роль |
| 2012 | Искусственный рай | Эрика     | Главная роль |

### Театр
| Год  | Название                   | Режиссёр                               |
| ---- | -------------------------- | -------------------------------------- |
| 2005 | A Glória de Nelson         | Даниель Герц                           |
| 2005 | Jogos na Hora da Sesta     | Михаэль Берцович                       |
| 2006 | As Aventuras de Tom Sawyer | Михаэль Берцович                       |
| 2007 | O Beijo no Asfalto         | Михаэль Берцович (ассистент режиссёра) |
| 2008 | Boca de Cowboy             | Михаэль Берцович                       |

## Награды
| Год  | Название             | Награда           | Примечание |
| ---- | -------------------- | ----------------- | ---------- |
| 2009 | Лучший женский дебют | Prêmio TV Contigo | Победитель |